# Lorsque l'enfant paraît (pièce de théâtre)
Pour les articles homonymes, voir Lorsque l'enfant paraît.
Lorsque l'enfant paraît  est une pièce de théâtre d'André Roussin créée le 6 octobre 1951 au théâtre des Nouveautés dans une mise en scène de Louis Ducreux. La pièce totalisa 1603 représentations lors de sa création.

## Argument
Olympe Jacquet, l'épouse du Secrétaire d’État à la Famille Charles Jacquet, vient d'apprendre qu'elle est enceinte et se confie à sa fille. Cette nouvelle la bouleverse d'autant plus que son mari porte la loi s'opposant au projet de légalisation de l'avortement. Rentrant du Sénat où elle vient juste d'être adoptée, Charles apprend de son fils, Georges, que sa secrétaire particulière, Natacha, est enceinte de ce dernier. Charles lui reproche vertement son inconséquence avant d'apprendre de son épouse qu'il se trouve dans une situation comparable.
Craignant que la naissance d'un nouvel enfant nuise à sa carrière politique, il envisage l'avortement qu'il avait pourtant combattu. La situation se complique encore lorsque sa fille, Annie, fiancée à un fils de famille, se trouve à son tour enceinte. Survient enfin une visiteuse, Madeleine Lonant, qui lui apprend que vingt-cinq ans auparavant, alors qu'ils étaient amants, elle n'avait pas interrompu sa grossesse comme il le lui avait alors demandé.

## Principales productions

### Création, théâtre des Nouveautés (1951)
Distribution
- André Luguet : Charles Jacquet
- Gaby Morlay : Olympe Jacquet, sa femme
- Claude Nicot : Georges Jacquet, son fils
- Claude Larue : Annie Jacquet, sa fille
- Louis Blanche : M. Jacquet, père de Charles
- Gilberte Lauvray : Charlotte Jacquet, sœur de Charles
- Suzanne Norbert : Madeleine Lonant
- Simone Matil : Thérèse, femme de chambre des Jacquet

- Mise en scène : Louis Ducreux
- Décors : Georges Wakhévitch

### Théâtre des Nouveautés (1964)
Distribution
- Jean Martinelli : Charles Jacquet
- Gaby Morlay : Olympe Jacquet
- Jacques Échantillon : Georges Jacquet
- Nicole Barros : Annie Jacquet
- Georges Adet : M. Jacquet
- Maud Launay : Charlotte Jacquet
- Suzanne Norbert : Madeleine Lonant
- Claudine Collas : Thérèse

- Mise en scène : Jacques Mauclair
- Décors : Georges Wakhévitch

### Théâtre Saint-Georges (1967)
Distribution
- André Luguet : Charles Jacquet
- Gisèle Casadesus : Olympe Jacquet
- Léon Lesacq : M. Jacquet
- Maud Launay : Charlotte Jacquet
- Paula Dehelly : Madeleine Lonant
- Rosine Luguet : Thérèse

- Mise en scène : André Roussin

### Théâtre des Variétés (1981)
Distribution
- Guy Tréjan : Charles Jacquet
- Marthe Mercadier : Olympe Jacquet
- Jérôme Foulon : Georges Jacquet
- Cécile Magnet : Annie Jacquet
- Jean-Paul Moulinot : M. Jacquet
- Jacqueline Fontaine : Charlotte Jacquet
- Micheline Boudet : Madeleine Lonant
- Isabelle Duby : Thérèse

- Mise en scène : Jean-Michel Rouzière
- Décors : Georges Wakhévitch
- Costumes : Guy Laroche

### Théâtre de la Michodière (2022)
Distribution
- Michel Fau : Charles Jacquet
- Catherine Frot : Olympe Jacquet
- Quentin Dolmaire : Georges Jacquet
- Agathe Bonitzer : Annie Jacquet
- Maxime Lombard : M. Jacquet
- Hélène Babu : Charlotte Jacquet / Madeleine Lonant
- Sanda Codreanu : Thérèse

- Mise en scène : Michel Fau

## Adaptation cinématographique
- 1956 : Lorsque l'enfant paraît de Michel Boisrond